# Appietto
Appietto är en stad och kommun i departementet Corse-du-Sud på ön Korsika i Frankrike som ligger 17 kilometer från Ajaccio. År 1886 när Capazza och Fondére var de första att korsa Medelhavet med luftballong landade de i Appietto. År 2022 hade Appietto 1 751 invånare.

## Befolkningsutveckling
Antalet invånare i kommunen Appietto
Referens:INSEE